# ブルガリアの国旗
ブルガリアの国旗は、大きさが等しい3つの水平な帯で構成される三色旗で、上から下に白色、緑色、赤色が配置されている。
1877年から1878年の露土戦争の後、ブルガリアが独立を勝ち取ったときに初めて国旗が制定された。国旗にはしばしば国章が描かれることがあり、共産主義時代にはその傾向が顕著だった。現在の国旗は1991年のブルガリア憲法で採択されたものであり、1998年の法律で定義が決められた。

## 歴史
1878年の露土戦争の後にブルガリアが独立した際に国旗が制定され、1879年のタルノヴォ憲法では国旗について以下のように述べられている。
| 「 | 23条：ブルガリアの国旗は三色で、水平に配置された白、緑、赤の三色で構成される | 」 |

1946年から1990年までの間、ブルガリア人民共和国の国章が白い縞の左端の部分に配置されていた。1990年に共産主義政権が崩壊した後、ジフコフ憲法が改正され、国旗は共産主義時代前のものに戻った。1991年に採択された新しいブルガリアの憲法では国旗について以下のように述べられている。
| 「 | 166条.ブルガリア共和国の国旗は三色でなければならず、上から下に白、緑、赤の順に水平に配置する | 」 |

公的に定められていないものの知名度が高い国旗のバリエーションも存在し、白と緑のみで構成され、国章が国旗の左側に配置されている。

## 国旗に関する法律
1998年4月24日に公布された、ブルガリア共和国の国章と国旗に関する法律によれば、以下のように定義されている。
| 「 | 15条 (1)：ブルガリア共和国の国旗はブルガリア国家の独立と主権を表す国家の象徴である。 (2)：ブルガリア共和国の国旗は三色からなる。白、緑、赤の地で構成され、上から下に水平に並べて配置する。国旗を移送する際、竿に対して垂直に固定する場合、左から右に白、緑、赤の順になるようにしなければならない。 (3) 国旗の形は長方形である。各々の色の地の大きさは均一で、水平になるように配置しなければならない。 | 」 |

## 色
国旗に使用されている三色は以下の意味合いを持つとされている。
- 白：「平和[1][2]」「自由[1]」「純潔[2]」「国民の友好[2]」
- 緑：「農業[1][2]」「森林[1]」「豊かさ[2]」
- 赤：「軍隊の勇気[1]」「闘争[1]」「愛国心[2]」

"the Standardisation and Metrology Committee"には、国旗に使用する色は以下のように定められている。
| Colour scheme                    | White                      | Green       | Red         |
| -------------------------------- | -------------------------- | ----------- | ----------- |
| パントン・テキスタイル・スケール | Whiteness greater than 80% | 17-5936 ТСX | 18-1664 ТСX |
| パントン                         | Safe                       | RAL 6024    | RAL 3028    |
| ウェブカラー                     | #FFFFFF                    | #009B75     | #D01C1F     |
| RGB                              | 255,255,255                | 0,155,117   | 208,28,31   |

大統領旗
?政府旗
陸軍旗
?軍艦旗
軍艦用国籍旗

## 歴史的な旗

? 東ルメリの国旗(別の仕様、1878年-1885年制定)
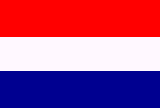
? 東ルメリの国旗(別の仕様、1878年-1885年制定)
?東ルメリの国旗(1878年-1908年制定)
?王政期のブルガリア国旗(1878年-1946年制定)
?同上・縦横比2:3の別タイプ
王政期のブルガリア海軍旗(1878–1944年制定)
?ブルガリア人民共和国旗(1946年-1948年制定)
ブルガリア人民共和国旗(1948年制定)
ブルガリア人民共和国旗(1948年-1967年制定)
ブルガリア人民共和国旗(1967年-1971年制定)
ブルガリア人民共和国旗(1971年-1990年制定)
1949年-1955年の軍艦旗
1955年-1990年の軍艦旗
?1991年-2005年の軍艦旗
?共産ユーゴスラビア時代のブルガリア系人の旗

## 類似の意匠

アイルランドの国旗
イタリアの国旗
イランの国旗
インドの国旗
クルディスタンの旗
コートジボワールの国旗
タジキスタンの国旗
ドイツノルトライン＝ヴェストファーレン州の旗
ハンガリーの国旗
ニジェールの国旗
メキシコの国旗